# Petr Žitavský
Petr Žitavský (německy Peter von Zittau, latinsky Petrus Zittaviensis; mezi 1260/1275, Žitava – 1339, Zbraslav) byl vzdělanec, diplomat, kronikář a politik, cisterciácký řeholník a opat zbraslavského kláštera jazykově německého původu, který žil v Čechách a proslavil se tu jako jeden z autorů Zbraslavské kroniky, jednoho z nejdůležitějších zdrojů informací o přemyslovské a lucemburské epoše v českých dějinách.

## Život
Narodil se v Žitavě v jazykově německé rodině. Město tehdy náleželo do Čech, v nichž i nadále působil. V Praze pobýval patrně od roku 1297. O jeho vzdělání nejsou doklady, ale mnohé odkazy na antické autory v jeho textech svědčí o tom, že se mu dostalo vzdělání nejen církevního.
Nejpozději v roce 1305 vstoupil do zbraslavského kláštera. Brzy se stal kaplanem opata Konráda z Erfurtu, kterého doprovázel na řadě politických a diplomatických jednáních (cisterciáci fungovali i jako jakási diplomatická služba přemyslovského rodu). V roce 1316 byl zvolen Konrádovým nástupcem a stal se tak čtvrtým, případně co do počtu osob, nikoli úředních období, třetím opatem v historii kláštera, když jeho předchůdce v úřadu nepočítáme v rámci posloupnosti opatů náležitě dvakrát, jako prvního i třetího opata. Z titulu své funkce byl povinen často jezdit na zasedání generální kapituly řádu v Cîteaux, poblíž Dijonu ve Francii, což bylo správní centrum cisterciáckého řádu. Díky tomu měl mnoho mezinárodních kontaktů, o čemž svědčí například to, že dominikán Vilém z Boldensele mu dedikoval své dílo Hodoeporicon ad Terram sanctam. Měl též velmi dobré styky na českém královském dvoře, blízko měl zejména ke královně Elišce Přemyslovně a později k mladému Karlu IV.
Závěr jeho života je nejasný, poslední zmínka o něm je ze 13. ledna 1339, proto se rok 1339 uvádí jako pravděpodobné datum jeho smrti.

## Dílo

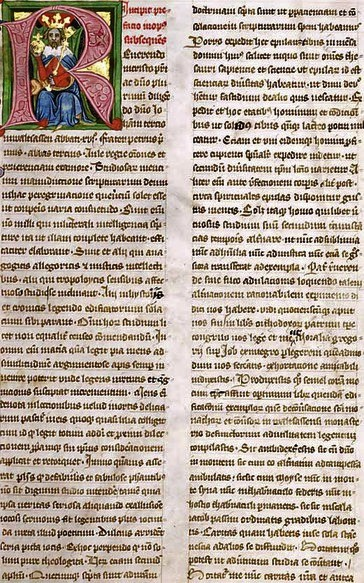
Zbraslavská kronika

Po Otovi z Durynska pokračoval od roku 1314 ve vedení latinsky psané Zbraslavské kroniky (Chronicon Aulae Regiae), ve které není popsána historie od potopy světa, jak je tomu třeba v Kosmově kronice (ta je totiž kronikou českou, Čechů, zatímco Zbraslavská kronika se soustřeďuje jen na dobu, kterou její autoři sami prožili), ale začíná vzpomínkou na Přemysla II. Otakara a životopisem Václava II. Ota ji dovedl do doby před korunovací Václava II. a Petr je autorem zápisů od této doby do roku 1338 s tím, že revidoval i Otovy zápisy. Vytvořil nejvyspělejší kroniku středověkých Čech vyznačující se velkou objektivností. Později z ní čerpali i kronikáři Karla IV. (zejm. František Pražský).
Petr rozšířil Otovu koncepci (Ota zamýšlel kroniku především jako oslavu Václava II.) a učinil z ní důležitý zdroj informací o celé Střední Evropě. Měl k tomu řadu unikátních informací, například od svého přítele, mohučského arcibiskupa Petra z Aspeltu. Shromáždil v knize i řadu autentických dokumentů, což je pro historiky obzvláště cenné. Literární historici rovněž zdůrazňují Petrův umělecký vklad, u Oty nevídaný. Část kroniky napsal dokonce ve verších, jeho část obsahuje čtyři tisíce veršů, převážně leoninských hexametrů.
Navzdory objektivitě, která překračuje dobově obvyklou míru u podobných děl, Petr má i vlastní politické zájmy a vyhraněnou ideologii, které ovlivňují vyznění událostí v jeho popisu. Hájil vždy především silnou centralistickou vládu, jako jedinou cestu k prosperitě země - královský rod je vyzdvihován, šlechta se svými nároky haněna. Coby cisterciák byl obhájcem Přemyslovců. Jako rádce se spolupodílel na misi k císaři Svaté říše římské během interregna 1306–1309, kdy se česká šlechta dožadovala sňatku Elišky Přemyslovny se synem císaře Jindřicha VII., Janem Lucemburským. Ke sňatku došlo roku 1310. Zpočátku krále Jana hodnotil velice pozitivně, ale později vypukly spory mezi Eliškou a Janem, přičemž Petr zůstal věrný Přemyslovcům a stál na straně Elišky, což se odráží i v zápisech z tohoto období. Petrovo zklamání z Jana Lucemburského a kritika tohoto krále založila dlouhou tradici jeho spíše negativního vnímání v české historiografii („král cizinec“), naopak Petr předpřipravil kult Karla IV., když v mladém kralevici a moravském markraběti viděl naději na lepší časy a ideální opak svého otce.
Historici si povšimli rovněž Žitavského nápadné etnické, jazykové a náboženské tolerance, vůči Němcům i Židům, která ostře kontrastuje s divokými protiněmeckými výpady Kroniky tak řečeného Dalimila. Krom nadnárodního ducha cisterciáckého se v tom odráží kosmopolitní duch přemyslovského a lucemburského dvora, naopak u Dalimila počínající jazykový nacionalismus nižší šlechty, do jisté míry vyhraněný právě vůči dvoru. Zjevný je též didaktický charakter Žitavského psaní, k jeho ambicím patří vysvětlit čtenáři, jak má ctnostný křesťan žít a činy historických osobností jsou mu ukázkou takových činů, nebo jejich opaku.
Do druhé knihy kroniky Petr vložil i část svého díla Liber secretorum Aulae Regiae, které popisuje zázraky, jež se udály ve zbraslavském klášteře od jeho založení. Jeho kázání byla shrnuta do knih Sermones in festivitatibus summis secundum ordinem a Cysterciensem in capitulis faciendi. Spekulace o jeho autorství mystického spisu Malogranata většina literárních historiků odmítá, ačkoli text takřka jistě vznikl ve Zbraslavském klášteře. Je ovšem autorem řady listin zbraslavského kláštera, které mají rovněž literární hodnotu.

## Zajímavost
Jméno Petra Žitavského bylo umístěno pod okny Národního muzea v Praze spolu s mnoha dalšími, viz Dvaasedmdesát jmen české historie.